# Lee Jae-jin
Lee Jae-jin (født 26. januar 1983 i Miryang) er en sydkoreansk badmintonspiller. Hans største internationale sejr, var da han repræsenterede Sydkorea under Sommer-OL 2008 i Beijing, Kina og vandt en guldmedalje sammen med Hwang Ji-man.